# Jutta Limbach
Jutta Limbach (née le 27 mars 1934 à Berlin et morte le 10 septembre 2016 à Berlin) est une personnalité politique, juriste et universitaire allemande. Elle est de 1994 à 2002 présidente du Tribunal constitutionnel fédéral allemand et de 2002 à 2008 présidente du Goethe-Institut.